# Стихін Євген Михайлович
Стихін Євген Михайлович (29 грудня 1932, с. Краснополянське, Байкаловський район, Уральська область, РРФСР, СРСР) — радянський і російський композитор.

## Життєпис
Народ. 29 грудня 1932 р. у с. Краснополянське Уральської обл. (нині Свердловської обл.).
Закінчив Московську консерваторію (1959, клас В. Шебаліна).
Автор багатьох творів у різних жанрах, а також музики до кінофільмів, мультфільмів, теле- і радіовистав.
Член Спілки композиторів Росії і Спілки кінематографістів Росії.

## Фільмографія
- «Дивіться — небо» (1962, к/м)
- «Кінокамера звинувачує» (1967, документальний)
- «Мексика, народжена в століттях» (1967, документальний)
- «Національний цирк» (1967, документальний)
- «Важкі старти Мехіко» (1969, документальний)
- «Сміливого куля боїться» (1970)
- «Найсильніший» (1973)
- «Головний конструктор» (1973, документальний)
- «Своя земля» (1973)
- «Яка у вас посмішка» (1974)
- «Бенефіс Савелія Крамарова» (1974)
- «Ці безстрашні хлопці на гоночних автомобілях» (1975)
- «Зустрінемося біля фонтану» (1976)
- «Останній рік Беркута» (1977)
- «Ти пам'ятаєш» (1979)
- «Дідусь Мазай і зайці» (1980, мультфільм)
- «Дівчинка з міста» (1984)
- «Володари блискавок» (1985, мультфільм)
- «Кам'яні музиканти» (1986, мультфільм)
- «Арифметика любові» (1986)
- «За ким заміжня співачка?» (1988)

Автор музики до українських фільмів:
- «Поїзд у далекий серпень» (1972)
- «Посилка для Світлани» (1974, т/ф)
- «Йду своїм курсом» (1974)
- «Хлопчаки їхали на фронт» (1975)
- «Чарівне коло» (1976, т/ф, 2 с)
- «Ненависть» (1977)
- «Свідоцтво про бідність» (1978)
- «Незакінчений урок» (1980)
- «Золоті черевички» (1981)
- «Топінамбури» (1987)
- «Спадкоємиця Ніки» (1988)
- «Ва-же-лі» (1990, к/м) та ін.